# 天主教松松-里奧內格羅教區
天主教松松-里奧內格羅教區（拉丁語：Dioecesis Sonsonensis-Rivi Nigri）是哥倫比亞一個羅馬天主教教區，屬麥德林總教區。
松松教區成立於1957年3月18日。1968年4月20日增設副座堂，教區亦易名至今。
教區包括安蒂奧基亞省東南部二十一市。2010年有教友602,000人（佔轄區總人口99.0%）、六十五個堂區、三十五名司鐸。現任教區主教為菲德爾·萊昂·卡達維德·馬林。